# Cheirodon interruptus
Cheirodon interruptus és una espècie de peix de la família dels caràcids i de l'ordre dels caraciformes.

## Morfologia
- Els mascles poden assolir 5,8 cm de llargària total i les femelles 6.[3]

## Reproducció
És ovípar.

## Hàbitat
Viu en zones de clima subtropical.

## Distribució geogràfica
Es troba a Sud-amèrica: rius atlàntics entre el riu Tramandaí (Brasil) i el riu Colorado (Argentina), incloent-hi el Paranà, l'Uruguai i Laguna dos Patos. Ha estat introduït als rius del vessant pacífic de Xile, com ara el Choapa, el Quilimari, l'Estero Quintero, l'Estero Catapilco, l'Estero Casablanca i el llac Peñuelas.